# نقوش سيدي غريب
 نقوش سيدي غريب هي نقوش ترجع إلى عصور ما قبل التاريخ تقع في مدينة ترهونة في ليبيا، تحديدًا بمنطقة تعرف باسم سيدي غريب، وتضم المنطقة عددًا من النقوش الصخرية سجلت مصلحة الآثار الليبية في زيارتها للموقع في يناير 1969 نقوشا من نوع نقش (بالإنجليزية: Engraving)‏ ونوع جرافيتي (بالإنجليزية: Graffiti)‏ لحيوانات، يبلغ عددها 30 حيوانًا.

## تاريخ الاكتشاف
تم اكتشاف الموقع أواخر العام 1968.

## الموقع
تقع في منطقة تعرف باسم سيدي غريبو هي على بعد 1800 متر غرب مفترق طرق ترهونة الشرشارةو ارتفاع 420 متر على مستوى سطح البحر.

## عمرها
بمقارنة الرسوم المكتشفة سابقًا أبيار مجي القريبة من سيدي الغريب وبالاستناد إلى الدراسات التي أجريت على الموقع بواسطة الفحص بكربون – 14 يمكن إرجاع زمن هذه المحطة إلى العصر المسمى دور الأبقار أو دور رعاة البقر الذي يمثل عصر عبادة الحيوانات في ليبيا وشمال إفريقيا، أي العصر الحجري الحديث ( نيوليثي ) ويؤرخ عادة ما بين الآلفين الخامس والرابع ق.م ودام تقريبًا الألف الثاني ق.م. وقد قامت مراقبة آثار لبدة عام 1990 بأخذ صور ورسومات جديدة للموقع وتوجد هذه الصور بأرشيف المراقبة.

## النقوش
عدد النقوش يبلغ 30 نقشا أغلبها لأنواع من البقر فيما عدا نوع واحد هو من وحيد القرن. وحيوانان آخران لا يمكن تعيين ماهيتهما بوجه التأكيد، وإنما يغلب على الظن أنهما من الحيوانات المفترسة من الفصيلة السبعية (Feline).

### أنواعها
يمكن تصنيف الأبقار إلى ثلاث أنواع من ناحية أشكال قرونها:
- النوع الأول: من ذوي القرون المتجهة إلى الأمام وهذا النوع الغالب إذ يبلغ عددها 19 حيوانًا.
- النوع الثاني: من ذوات القرون الجانبية وعددها 4 حيوانات.
- النوع الثالث: قرونها متجهة إلى الخلف وعددها 2.

أما أحجام الحيوانات المرسومة فتتراوح مقاساتها من الحجم الصغير فالمتوسط فالكبير، ويبدو أن العامل المهم في تحديد أحجامها ليس القياس الطبيعي للحيوانات، وإنما يحدده حجم الصخور الطبيعية المنقوشة عليها.
إن أكبر حجم للحيوانات هو من النوع الأول ذات القرون الأمامية، وحيوان آخر طوله 1.20م من الرأس إلى الذنبو 45سم من الكتف إلى الرجلين الأماميتين.
والملاحظ في أسلوب نقش هذه الرسوم إنها من نوع الرسم الطبيعي الذي يميز أسلوب الرسوم الصخرية من الدور المعروف بعصر الأبقار (البونيدي).